# Él records
él è un'etichetta discografica indipendente fondata a Londra da Mike Alway, oggi sussidiaria della Cherry Red Records. I suoi musicisti erano caratterizzati da una forte sensibilità inglese, nonché dall'influenza francese derivante dallo scrittore / produttore interno Louis Philippe. Durante il suo primo periodo, él ricevette molto interesse da parte della stampa, ma registrò poche vendite, tranne che in Giappone, dove l'etichetta ebbe un'enorme influenza sul J-pop, pubblicando Cornelius e Pizzicato Five. Chiuse quindi nel 1989, per poi appunto riaprire nel 2005.

## Lista parziale di artisti della él

### Artisti originali
- Mayfair Charm School (Featuring Victor Armada)
- Shock Headed Peters
- The Monochrome Set (Bid)
- Vic Godard
- Felt
- Momus
- Would-be-goods
- James Dean Driving Experience
- Marden Hill
- The King Of Luxembourg
- Bad Dream Fancy Dress
- Louis Philippe
- The Cavaliers
- Cagliostra
- Anthony Adverse

### Artisti pubblicati
- Andrés Segovia
- Antônio Carlos Jobim
- Baden Powell/Vinícius de Moraes
- Brigitte Bardot
- David Axelrod
- Edda Dell'Orso
- Edgard Varèse
- Elis Regina
- Ennio Morricone
- Erik Satie
- Four Freshmen
- Gábor Szabó
- Gary McFarland
- Gilberto Gil
- Henry Mancini
- Jacques Brel
- Juan García Esquivel
- Nino Rota
- Orson Welles
- Quarteto em Cy
- Ravi Shankar
- Roy Budd
- Sabicas
- Ustad Ali Akbar Khan